# Феннімор (Вісконсин)
Феннімор (англ. Fennimore) — місто (англ. city) в США, в окрузі Грант штату Вісконсин. Населення — 2764 особи (2020).

## Географія
Феннімор розташований за координатами 42°58′48″ пн. ш. 90°39′3″ зх. д. / 42.98000° пн. ш. 90.65083° зх. д. (42.979998, -90.650886).  За даними Бюро перепису населення США в 2010 році місто мало площу 4,18 км², уся площа — суходіл. В 2017 році площа становила 4,47 км², уся площа — суходіл.

## Демографія
Згідно з переписом 2010 року, у місті мешкало 2497 осіб у 1053 домогосподарствах у складі 647 родин. Густота населення становила 597 осіб/км².  Було 1145 помешкань (274/км²).
Расовий склад населення:
| - 98,2 % — білих - 0,5 % — азіатів - 0,4 % — корінних американців - 0,1 % — чорних або афроамериканців |

До двох чи більше рас належало 0,4 %. Частка іспаномовних становила 1,2 % від усіх жителів.
За віковим діапазоном населення розподілялося таким чином: 25,0 % — особи молодші 18 років, 57,3 % — особи у віці 18—64 років, 17,7 % — особи у віці 65 років та старші. Медіана віку мешканця становила 36,7 року. На 100 осіб жіночої статі у місті припадало 95,2 чоловіків;  на 100 жінок у віці від 18 років та старших — 90,2 чоловіків також старших 18 років.
Середній дохід на одне домашнє господарство  становив 53 028 доларів США (медіана — 43 527), а середній дохід на одну сім'ю — 62 546 доларів (медіана — 51 198). Медіана доходів становила 41 518 доларів для чоловіків та 25 705 доларів для жінок. За межею бідності перебувало 11,9 % осіб, у тому числі 12,7 % дітей у віці до 18 років та 14,0 % осіб у віці 65 років та старших.
Цивільне працевлаштоване населення становило 1284 особи. Основні галузі зайнятості: освіта, охорона здоров'я та соціальна допомога — 27,6 %, роздрібна торгівля — 16,0 %, виробництво — 15,6 %.